# Orlje
Orlje (Servisch cyrillisch Орље) is een plaats in de Servische gemeente Tutin. De plaats telt 255 inwoners (2002).